# Illeville-sur-Montfort
Illeville-sur-Montfort é uma comuna francesa na região administrativa da Normandia, no departamento de Eure. Estende-se por uma área de 15,11 km². Em 2010 a comuna tinha 887 habitantes (densidade: 58,7 hab./km²).